# Лозівська сільська рада (Шаргородський район)
| Лозівська сільська рада — орган місцевого самоврядування у Шаргородському районі Вінницької області з адміністративним центром у с. Лозова. Сільській раді підпорядковані населені пункти: - с. Лозова - c. Теклівка |

## Склад ради
Рада складається з 16 депутатів та голови.

## Керівний склад сільської ради
| ПІБ                                | Основні відомості                                                 | Дата обрання | Дата звільнення |
| ---------------------------------- | ----------------------------------------------------------------- | ------------ | --------------- |
| Сиворінський Володимир Олексійович | Сільський голова, 1966 року народження, освіта, безпартійний      | 26.03.2006   | 31.10.2010      |
| Гринчак Ольга Станіславівна        | Сільський голова, 1962 року народження, освіта вища, позапартійна | 31.10.2010   |                 |

Примітка: таблиця складена за даними джерела